# Делешти (коммуна)
Делешти (рум. Delești) — коммуна в составе жудеца Васлуй (Румыния).

## Состав
В состав коммуны входят следующие населённые пункты (данные о населении за 2002 год):
- Делешти (рум. Delești) — 809 жителей
- Хырсова (рум. Hârsova) — 615 жителей
- Фундэтура (рум. Fundătura) — 531 житель
- Албешти (рум. Albești) — 250 жителей
- Рэдуишти (рум. Răduiești) — 230 жителей
- Мынэстиря (рум. Mânăstirea) — 184 жителя

## География
Коммуна расположена в 277 км к северо-востоку от Бухареста, 15 км северо-западнее Васлуя, 49 км к югу от Ясс, 147 км к северу от Галаца.

## Население
По данным переписи населения 2002 года в коммуне проживали 5141 человек.

### Национальный состав
| Национальность | Кол-во человек | Процент |
| -------------- | -------------- | ------- |
| Румыны         | 5017           | 97,6%   |
| Цыгане         | 123            | 2,4%    |
| Венгры         | 1              | < 0,1%  |

### Родной язык
| Язык      | Кол-во человек | Процент |
| --------- | -------------- | ------- |
| Румынский | 5048           | 98,2%   |
| Цыганский | 93             | 1,8%    |

### Вероисповедание
| Вероисповедание | Кол-во человек | Процент |
| --------------- | -------------- | ------- |
| Православные    | 5134           | 99,9%   |
| Бретрены        | 4              | 0,1%    |
| Римо-католики   | 1              | < 0,1%  |

## Политика
По результатам местных выборов 2016 года, местный совет коммуны состоит из 11 депутатов следующих партий:
| Партия                          | Кол-во депутатов |
| ------------------------------- | ---------------- |
| Национальная либеральная партия | 6                |
| Социал-демократическая партия   | 3                |
| Альянс либералов и демократов   | 1                |
| Партия Народного движения       | 1                |